# Jean-Drapeau (stanice metra v Montréalu)
Jean-Drapeau je jedna ze tří stanic žluté linky montrealského metra (Berri-UQAM – Longueuil–Université-de-Sherbrooke).

## Umístění a vzhled
Tato stanice se nachází uprostřed žluté linky, jejíž celková délka je pouze 4,25 km. Stanice se nachází přesně v polovině trasy a je tedy druhá v pořadí v obou směrech. Nachází se v hloubce 4,6 m. Její vzdálenost od předchozí stanice Berri-UQAM činí 2 362,10 metrů, což je nejdelší mezistaniční vzdálenost celého montrealského metra. Od následující stanice Longueuil–Université-de-Sherbrooke je vzdálena 1 572,10 metrů.

## Historie

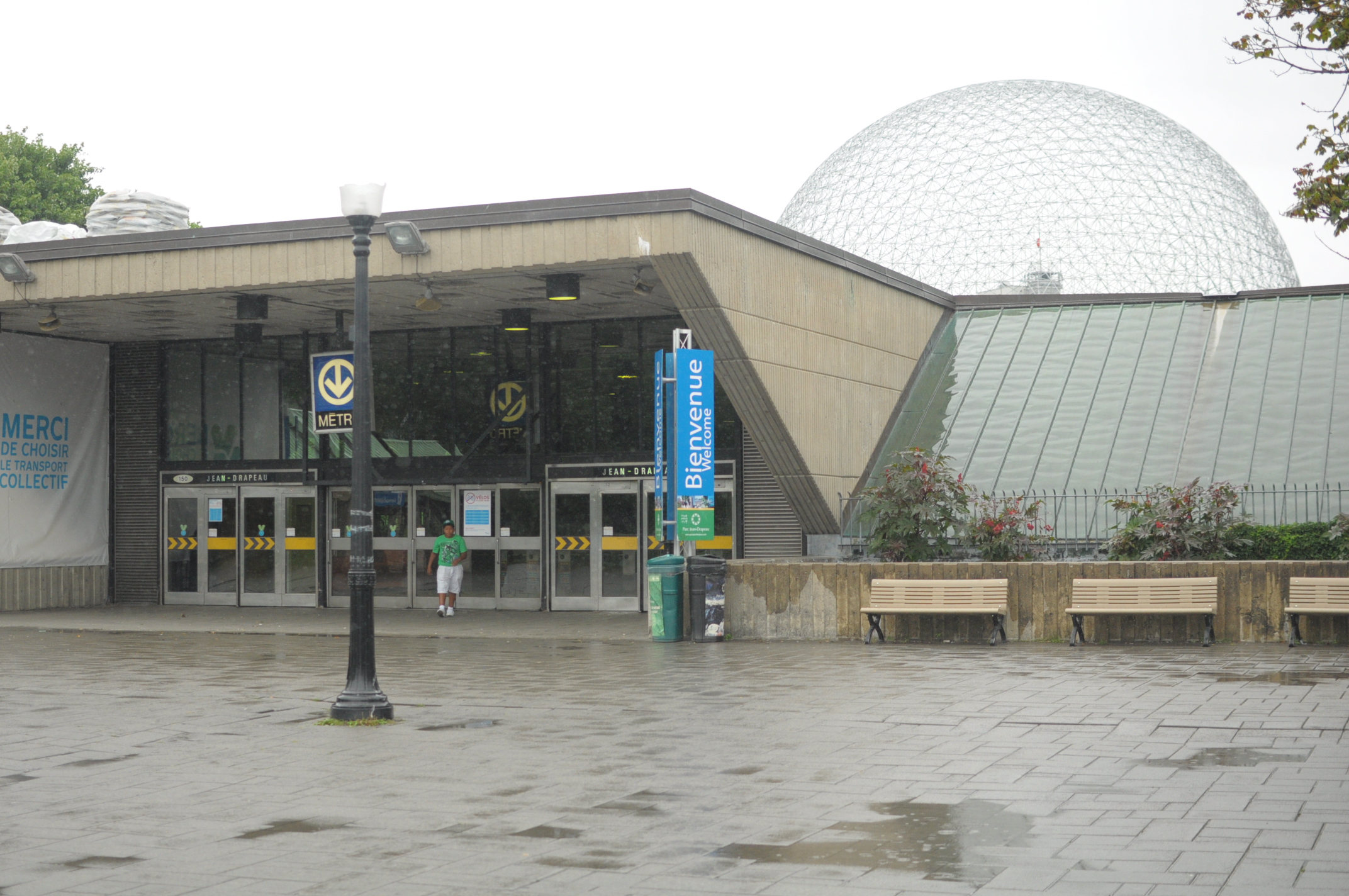
Vstup do stanice

### Otevření stanice
Stanice Jean-Drapeau byla otevřena 28. dubna 1967. Projektoval ji Jean Dumontier.

### Pojmenování stanice
Stanice nesla původně jméno Île-Sainte-Hélène podle ostrova v jižním rameni řeky svatého Vavřince, v němž se nachází. V roce 2001 byla přejmenována na Jean-Drapeau.

## Zajímavosti
- Stanice Jean-Drapeau je umístěna na ostrově Sainte-Hélène. Tento ostrov byl uměle zbudován z několika původních přírodních ostrůvků.
- Mezi stanicí Jean-Drapeau a Berri-UQAM se pod ulicí Bonsecours nachází nejníže položený bod celého montrealského metra – 55 metrů pod úrovní terénu.
- Na bezprostředně sousedícím ostrově Notre-Dame byla plánována stanice Île-Notre-Dame. Kvůli nepřekonatelným technickým potížím se stavbou nebyla tato stanice realizována.
- Stanice byla veřejnosti otevřena od 28. dubna 1967, přičemž již od 1. dubna téhož roku byla přístupná, i když pouze zaměstnancům Expo 1967.
- Další zajímavostí je fakt, že všechny tři stanice žluté linky jsou dnes pojmenovány jiným jménem, než tím, jež nesly při svém otevření.